# Zagłębie Lubin

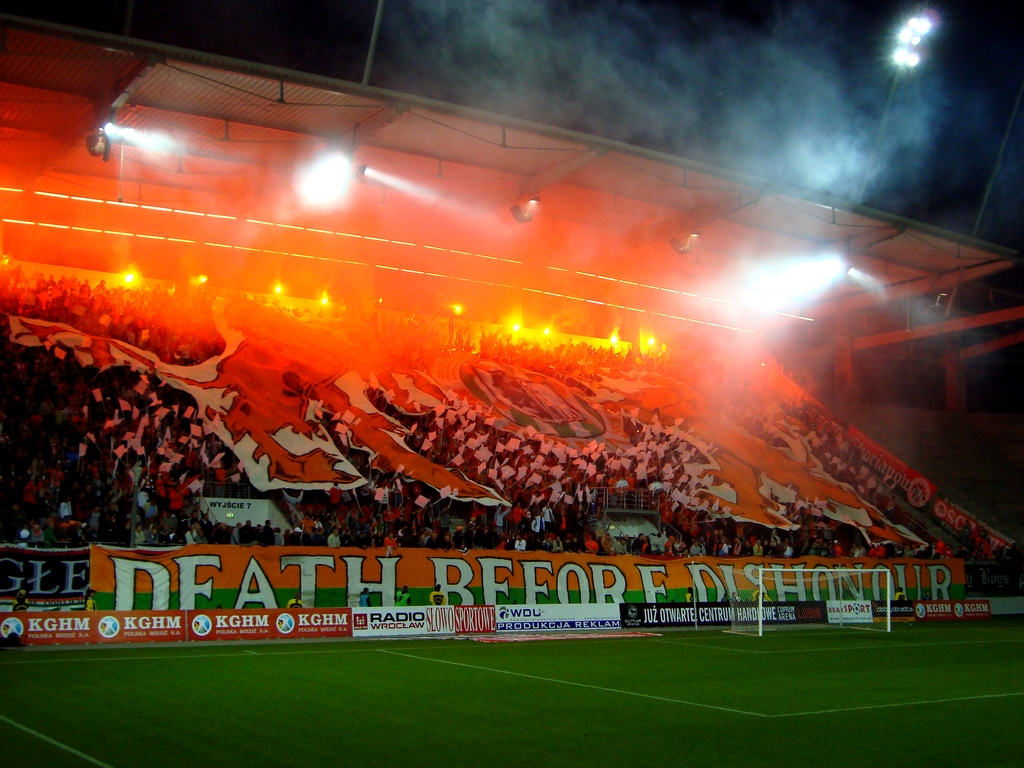
Stadion Zagłębia Lubin

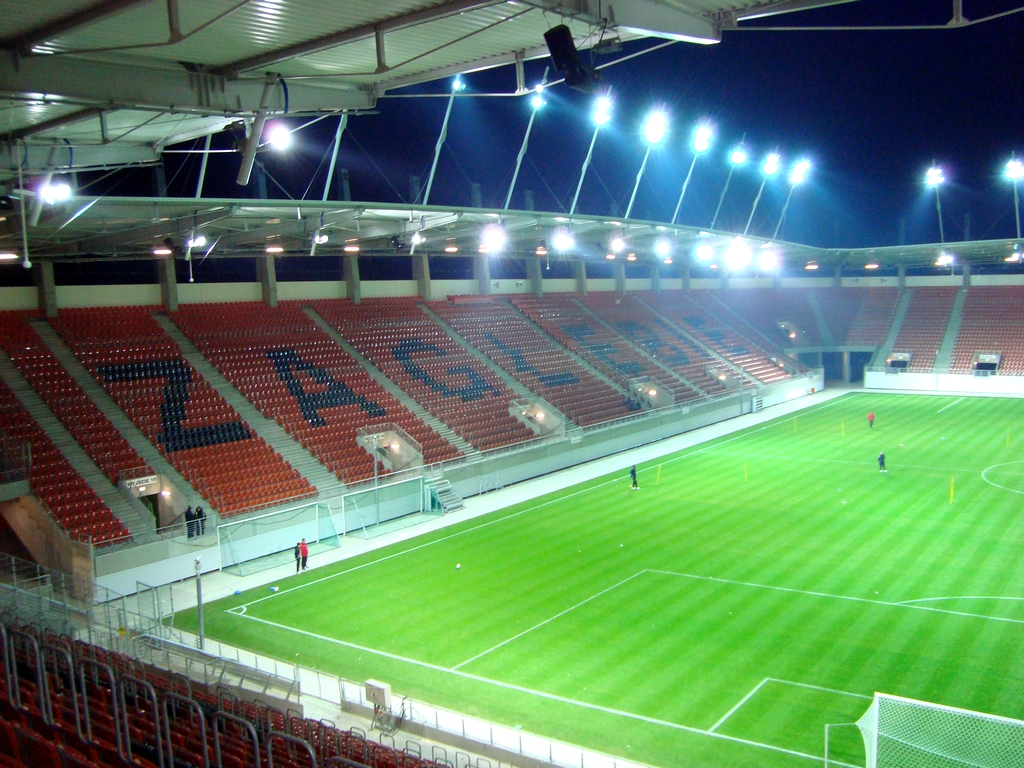
Stadion Zagłębia Lubin

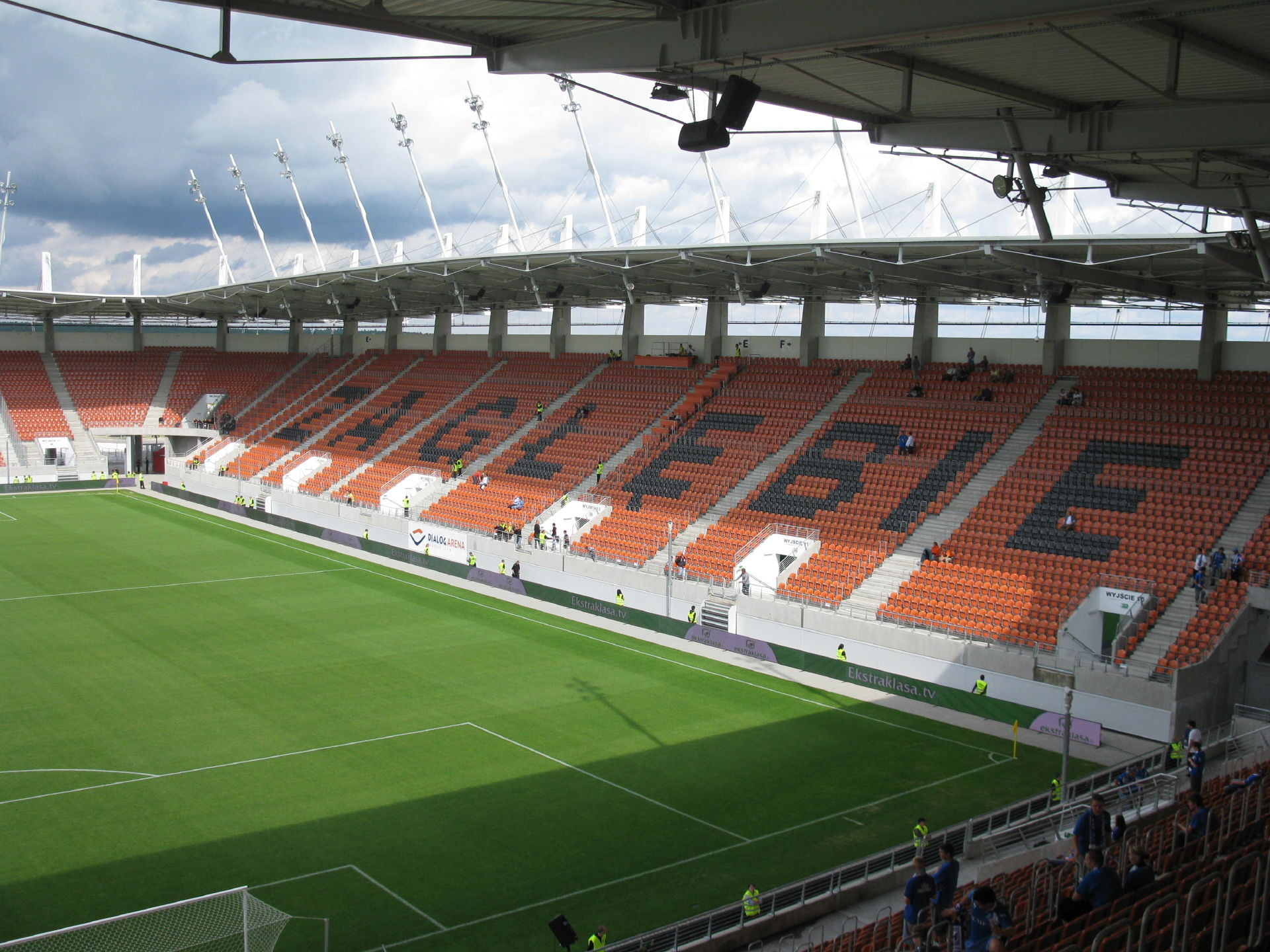
Stadion Zagłębia Lubin

O Zagłębie Lubin SSA, abreviado Zagłębie Lubin, é um clube de futebol polonês da cidade de Lubin fundado em 10 de setembro de 1920 como OMTUR Lubin.
Depois de uma boa campenha na temporada 2006/07 na Ekstraklasa, o Zagłębie Lubin voltou a ser campeão depois de 15 temporadas sem títulos (seu último e primeiro título foi na temporada de 1990/1991).

## Títulos
- Campeonato Polonês (Ekstraklasa)

Títulos (2): 1990/91, 2006/07
Vices (1): 1989/90
- Copa da Polônia (Puchar Polski)

Títulos (0):
Vices (2): 2004/05, 2005/06
- Supercopa da Polônia (Superpuchar Polski)

Títulos (1): 2007
Vices (1): 1991
- 2ª Divisão (I Liga)

Títulos (3): 1985, 1989, 2015